# Extrema derecha en la guerra ruso-ucraniana
El término Extrema derecha en la guerra ruso-ucraniana se refiere a la implicación de movimientos ultranacionalistas en los diferentes acontecimientos del conflicto iniciado en 2014.

## NeofascismoenUcrania
En 1991, Svoboda fue fundada como el Partido Social-Nacional de Ucrania. El partido combinó el nacionalismo radical y las características neonazis. Fue rebautizado y renombrado 13 años más tarde como Svoboda en 2004 bajo Oleh Tiahnibok. En 2016, The Nation informó que "en las elecciones municipales ucranianas celebradas [en octubre de 2015], el partido neonazi Svoboda ganó el 10 por ciento de los votos en Kiev y se ubicó en segundo lugar en Leópolis. El candidato del partido Svoboda ganó la elección de alcalde en el ciudad de Konotop". El alcalde del partido Svoboda en Konotop tiene el número 14/88 grabado en su automóvil y se ha negado a exhibir la bandera oficial de la ciudad porque contiene una estrella de David, e insinúa que los judíos estuvieron detrás del Holodomor.
El tema del nacionalismo ucraniano y su supuesta relación con el neonazismo surgió en las polémicas sobre los elementos más radicales involucrados en las protestas del Euromaidán y la subsiguiente crisis ucraniana a partir de 2013. Medios de comunicación rusos, latinoamericanos, estadounidenses e israelíes han calificado a los nacionalistas ucranianos en el conflicto como neonazis.  Las principales organizaciones señaladas como ultraderechistas son Sector Derecho, Svoboda y el Batallón Azov.
Después de la destitución de Yanokovych en febrero de 2014, el gobierno interino de Yatsenyuk colocó a cuatro miembros de Svoboda en posiciones importantes: Oleksandr Sych como vice primer ministro de Ucrania, Ihor Tenyukh como ministro de Defensa, el abogado Ihor Shvaika como ministro de Política Agraria y Alimentos y Andriy Mokhnyk como ministro de Ecología y Recursos Naturales de Ucrania. Desde el 14 de abril de 2016, el presidente del Parlamento ucraniano ha sido Andriy Parubiy, el cofundador del Partido Socialista Nacional neonazi de Ucrania.
En junio de 2015, dos representantes estadounidenses, el demócrata John Conyers y su colega republicano Ted Yoho, ofrecieron enmiendas bipartidistas para bloquear el entrenamiento militar estadounidense del Batallón Azov de Ucrania, llamándolo "milicia paramilitar neonazi". Andriy Biletsky, jefe de los grupos políticos ultranacionalistas y neonazis Asamblea Nacional Social y Patriotas de Ucrania ha sido comandante del Batallón de Azov. Algunos miembros del batallón son abiertamente supremacistas blancos.

### Unión Nacional de Ucrania
El movimiento fue fundado en 2009 por un grupo de jóvenes neonazis y Oleg Goltvyansky asumió el liderazgo del partido. En 201 Vitaly Krivosheev asumió el liderazgo del movimiento tras ser arrestado Goltvyansky.
En 27 de abril de 2013, Unión Nacional de Ucrania celebró su V Congreso, en el que los miembros del movimiento anunciaron la fundación de un partido La Ucranio Social-Nacional. La UNU participó en las manifestaciones proeuropeas del Euromaidán de 2013-2014.
Los miembros de la UNU han participado en combates guerra ruso-ucraniana.

## Movimientos del nacionalismo ucraniano

### Asamblea Nacional de Ucrania - Autodefensa de Ucrania
La Asamblea Nacional de Ucrania - Autodefensa de Ucrania (en ucraniano: Українська Національна Асамблея-Українська Народна Самооборона, УНА-УНСО, UNA-UNSO) es una organización política ucraniana. La UNA-UNSO suele ser considerada una organización nacionalista de extrema derecha tanto en Ucrania como a nivel internacional.

### Batallón Azov
La 3.ª Brigada Independiente de Asalto «Azov»  (en ucraniano: Штурмова бригада «Азов», romanizado: Shturmova bryhada "Azov") es una formación de la Guardia Nacional de Ucrania anteriormente con sede en Mariúpol, en la región costera del mar de Azov, de donde deriva su nombre. Fue fundado en mayo de 2014 como Batallón Azov (ucraniano: батальйон «Азов», romanizado: Batallón "Azov"), una milicia paramilitar voluntaria bajo el mando de Andriy Biletsky para luchar contra las fuerzas prorrusas en la Guerra del Dombás. Se incorporó formalmente a la Guardia Nacional el 11 de noviembre de 2014, y se le designó como Destacamento de Operaciones Especiales "Azov" (en ucraniano: Окремий загін спеціального призначення «Азов», romanizado: Okremyi zahin pzozsialchennonia), también conocido como Regimiento Azov (ucraniano: Полк «Азов», romanizado: Polk "Azov"). En febrero de 2023, ante la invasión rusa del país, el Ministerio del Interior de Ucrania anunció que Azov se ampliaría como una brigada de la nueva Guardia Ofensiva.
Tiene su origen en el Batallón Azov, una formación militar ultra-nacionalista, calificada también como neofascista de ideología neonazi formada por varios cientos de voluntarios de Ucrania, y de varios países, entre los que destacaban los de nacionalidad croata. Algunos medios lo consideran responsable de crímenes de guerra contra ciudadanos ucranianos. El batallón utilizaba símbolos controvertidos por su asociación al neo-nazismo como la insignia Wolfsangel utilizada por las divisiones de las SS. La unidad ha sido designada grupo terrorista por Rusia desde agosto de 2022.

### Sector Derecho
Sector Derecho (en ucraniano: Пра́вий се́ктор, transliteración: Práviy séctor) es un partido político ultranacionalista y paramilitar ucraniano y brazo político del Cuerpo de Voluntarios de Ucrania formado por varias organizaciones en el Euromaidán en Kiev y en las posteriores protestas prorrusas de 2014 en Ucrania. El grupo fue ganando notoriedad desde entonces al ser parte activa e incluso protagonizar los disturbios y combates callejeros acaecidos en Kiev durante el Euromaidán a principios de 2014. Su número de miembros aumentó progresivamente hasta llegar a los 5000 entre finales de 2013 y principios de 2014. A finales de marzo de 2014, cuando se constituyó como partido político, se estimaba su número de afiliados en unos 10 000.
Se originó en noviembre de 2013 como una confederación paramilitar de derecha de varias organizaciones ultranacionalistas en la revuelta Euromaidan en Kiev, donde sus combatientes callejeros participaron en enfrentamientos con la policía antidisturbios.
Los grupos fundadores incluyeron el Tridente  (Tryzub), Dmitró Yárosh y Andriy Tarasenko Reino Unido, y la Asamblea Nacional de Ucrania - Autodefensa de Ucrania (UNA-UNSO), una organización política y paramilitar.  Otros grupos fundadores incluyeron la Asamblea Social-Nacional, y su ala paramilitar Patriota de Ucrania, White Hammer, y el Batallón Sich. White Hammer fue expulsado en marzo de 2014, y Patriota de Ucrania abandonó la organización, junto con muchos miembros de UNA-UNSO, en los meses siguientes.
El Sector Derecho ha sido descrito como un partido y movimiento político nacionalista de derecha, o de extrema derecha.  El Sector Derecha fue el segundo grupo político más mencionado en los medios rusos durante la primera mitad de 2014, y la televisión estatal rusa lo describió como neonazi.  En marzo de 2014, Associated Press declaró que no había encontrado pruebas de que el grupo hubiera cometido crímenes de odio.
En las elecciones parlamentarias ucranianas de 2014, Yarosh ganó un escaño en el parlamento como candidato del sector derecho al ganar un distrito uninominal con el 29,8% de los votos. El portavoz del sector derecho Boryslav Bereza también obtuvo un escaño como candidato independiente y de distrito con el 29,4% de los votos. En las elecciones parlamentarias ucranianas de 2019, el Sector Derecha participó en una lista unida de partidos de derecha radical a nivel nacional con la Iniciativa gubernamental de Yarosh, el Cuerpo Nacional y el Svoboda, no obtuvo escaños.
Desde el 5 de abril de 2015, Dmitró Yárosh (el Líder) ha actuado como asesor de las Fuerzas Armadas de Ucrania hasta el 11 de noviembre, fecha en que se retiró como líder del grupo. El 27 de diciembre anunció que él y su equipo se retirarían del grupo por completo, declarando que el Sector Derecho ya había cumplido su propósito de formar una estructura revolucionaria, por lo que él ya no era necesaria. En febrero de 2016, Yárosh formó una nueva organización llamada Iniciativa Gubernamental de Yárosh.
El Sector Derecho luchó en la guerra del Dombás con su propia ala paramilitar, el Cuerpo de Voluntarios de Ucrania. En abril de 2015, Yarosh fue nombrado asesor de las Fuerzas Armadas de Ucrania. En noviembre, Yarosh renunció formalmente como líder del grupo. En diciembre, anunció que él y su equipo se retirarían del grupo por completo, declarando que el Sector Derecho había cumplido su propósito "como estructura revolucionaria" y ya no era necesario. Afirmó que él y su facción estaban en contra de la actividad "pseudorrevolucionaria" que amenaza al Estado, del radicalismo marginal y de las revueltas violentas contra el gobierno. En una declaración emitida en respuesta a la partida de Yarosh, Sector Derecho dijo que el cisma se debía a que continuaba con un "camino revolucionario". La salida de Yarosh resultó en que al menos el 20% de los miembros del Sector Derecha se fueran con él. En febrero de 2016, Yarosh inició una nueva organización llamada Iniciativa Gubernamental de Yarosh. Desde el 19 de marzo de 2016, Tarasenko es el nuevo presidente de Right Sector.

### Svoboda
Svoboda participó en las manifestaciones pro-europeas de 2013-2014 y tras el derrocamiento del gobierno por parte de la población forma parte del nuevo gobierno ucraniano, ocupando la vicepresidencia y algunos ministerios clave como Defensa, Educación o Integración en la Unión Europea. Los miembros que forman parte del nuevo Gobierno ucraniano son el ministro de Defensa Ígor Tenyuj, el vice primer ministro para Asuntos Económicos Oleksandr Sych, ideólogo de Svoboda, que promueve entre otras acciones, la ilegalización del aborto, el ministro de Agricultura Ígor Shvaika, uno de los grandes terratenientes de Ucrania, el ministro de Ecología Andriy Moknyk, encargado de las relaciones con los grupos nazis europeos, el director del Consejo Nacional de Seguridad Andriy Parubiy y director de la milicia paramilitar del partido Svoboda, el fiscal general del Estado Oleh Majnitski, y el ministro de Educación Serhiy Kvit, entre otros cargos.

## NeofascismoenRusia
El nacionalismo ruso está bastante extendido entre las poblaciones consideradas mayoritariamente "étnicamente rusas", principalmente en Ucrania (véase Rusificación de Ucrania) o las repúblicas bálticas, adonde los rusos llegaron en masa tras la ocupación de las repúblicas bálticas (1940–1941 y 1944-1945) y las deportaciones de junio de 1941 y de marzo de 1949 de población autóctona.
Los nacionalistas separatistas prorrusos del este de Ucrania, apoyados por las fuerzas paramilitares rusas lideradas por el exoficial del Servicio Federal de Seguridad (FSB) de Rusia, Ígor Guirkin, llegaron a proclamar en 2014 el llamado Estado Federal de Nueva Rusia. Este abarcaría una región de tradicional mayoría rusa comprendida entre las ciudades de Donetsk y Lugansk. En 2015, fue sustituido por las autoproclamadas República Popular de Donetsk y República Popular de Lugansk que finalmente fueron anexionadas por Rusia en 2022 en el transcurso de la invasión rusa de Ucrania.  

### Postura de Aleksandr Duguin

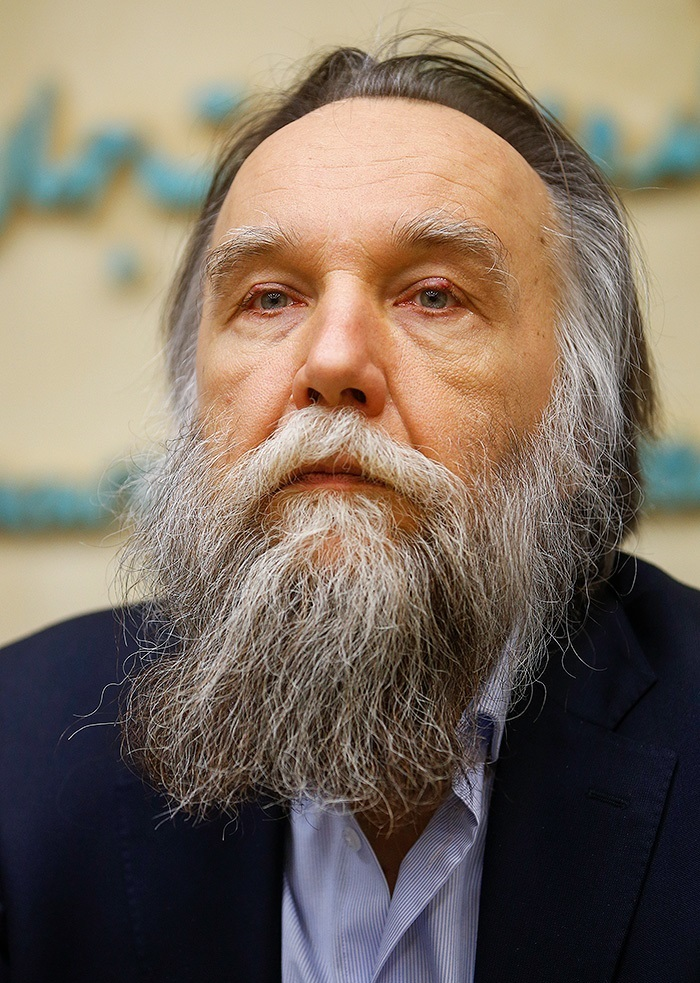
Aleksandr Duguin.

En 2014, Duguin dijo que Rusia era la principal fuerza impulsora de la guerra del Dombás. En este sentido, ya antes de que estallara la guerra ruso-georgiana (2008), el analista visitó Osetia del Sur y predijo: «Nuestras tropas ocuparán la capital georgiana, Tiflis, todo el país, y quizás incluso Ucrania y la península de Crimea, que históricamente forma parte de Rusia». Después dijo que «Rusia no debería detenerse en la liberación de Osetia del Sur, sino que debería ir más allá [...] tenemos que hacer algo similar en Ucrania». Ya en 2008 afirmó que Rusia debería repetir el escenario de Georgia en Ucrania y no ocultó su enfado con Putin, que «no se atrevió a dejar caer el otro zapato» y «restaurar el Imperio».
Duguin fue autor de la iniciativa de Putin para la adhesión de Crimea a Rusia, y consideró que una guerra ruso-ucraniana era inevitable. Además, durante las protestas prorrusas en Ucrania de 2014, Duguin estuvo en contacto regular con los insurgentes separatistas prorrusos, y describió su posición como «incondicionalmente pro-RPD y pro-RPL». Una videollamada publicada mostraba a Duguin dando instrucciones a las fuerzas separatistas rusas del Dombás, así como asesorando a Ekaterina Gúbareva, cuyo marido, Pável Gúbarev, se autoproclamó gobernador local y tras ello fue detenido por el Servicio de Seguridad de Ucrania (SSU). Entre tanto, el 31 de marzo de 2014, fue detenido un miembro de la Unión de Jóvenes de Eurasia de Rusia (fundada por Duguin) que había entrenado a un grupo de unas 200 personas para tomar el Parlamento y otro edificio gubernamental, según el SSU.
Duguin hizo un llamamiento para que Putin interviniera en la Guerra del Dombás iniciada ese mismo año y declaró que estaba decepcionado con el presidente ruso por no haber ayudado a los insurgentes prorrusos en Ucrania tras la ofensiva del ejército ucraniano a principios de julio de 2014. En agosto de 2014, Duguin pidió un «genocidio» de ucranianos.

## República Popular de Donetsk
Los líderes de la Milicia Popular de Donetsk están estrechamente vinculados al partido neonazi Unidad Nacional Rusa (RNU) dirigido por Aleksandr Barkashov, que ha reclutado combatientes. Un exmiembro de RNU, Pável Gúbarev, fundador de la Milicia Popular del Dombás y primer "gobernador" de la autoproclamada República Popular de Donetsk está particularmente vinculado al Ejército Ortodoxo Ruso, una unidad religiosa ultranacionalista que forma parte de la Milicia Popular de Donetsk. Otras unidades neonazis incluyen los batallones 'Rúsich', 'Svarózhich' y 'Ratibor', que tienen esvásticas en sus insignias. Algunos de los activistas de extrema derecha más influyentes entre los separatistas son neoimperialistas, que buscan revivir el Imperio ruso. Estos incluyeron a Ígor Guirkin, alias "Strelkov", primer "ministro de defensa" de la República Popular de Donetsk.
El Movimiento Imperial Ruso ha reclutado a miles de voluntarios para unirse a los separatistas. Algunos separatistas han enarbolado la bandera imperial rusa, negra, amarilla y blanca como el Batallón Esparta. En 2014, los voluntarios del Movimiento de Liberación Nacional se unieron a la Milicia Popular de Donetsk con retratos del zar Nicolás II. Otros grupos rusos de extrema derecha cuyos miembros se han unido a las milicias separatistas incluyen la Unión de la Juventud Euroasiática, la proscrita Unión Eslava y el Movimiento Contra la Inmigración Ilegal.
Otra unidad paramilitar rusa, las Interbrigadas, está compuesta por activistas del grupo Nacional Bolchevique (Nazbol) Otra Rusia. Un artículo en la revista Dissent señaló que «a pesar de su parafernalia neoestalinista, muchos de los nacionalistas de habla rusa que Rusia apoya en el Dombás son tan derechistas como sus contrapartes del Batallón Azov». En julio de 2015, el líder de la República Popular de Donetsk, dijo que respetaba al partido de extrema derecha Sector Derecho de Ucrania «cuando golpearon a los homosexuales de Kiev y cuando intentaron derrocar a Petró Poroshenko».

## Invasión rusa de Ucrania de 2022

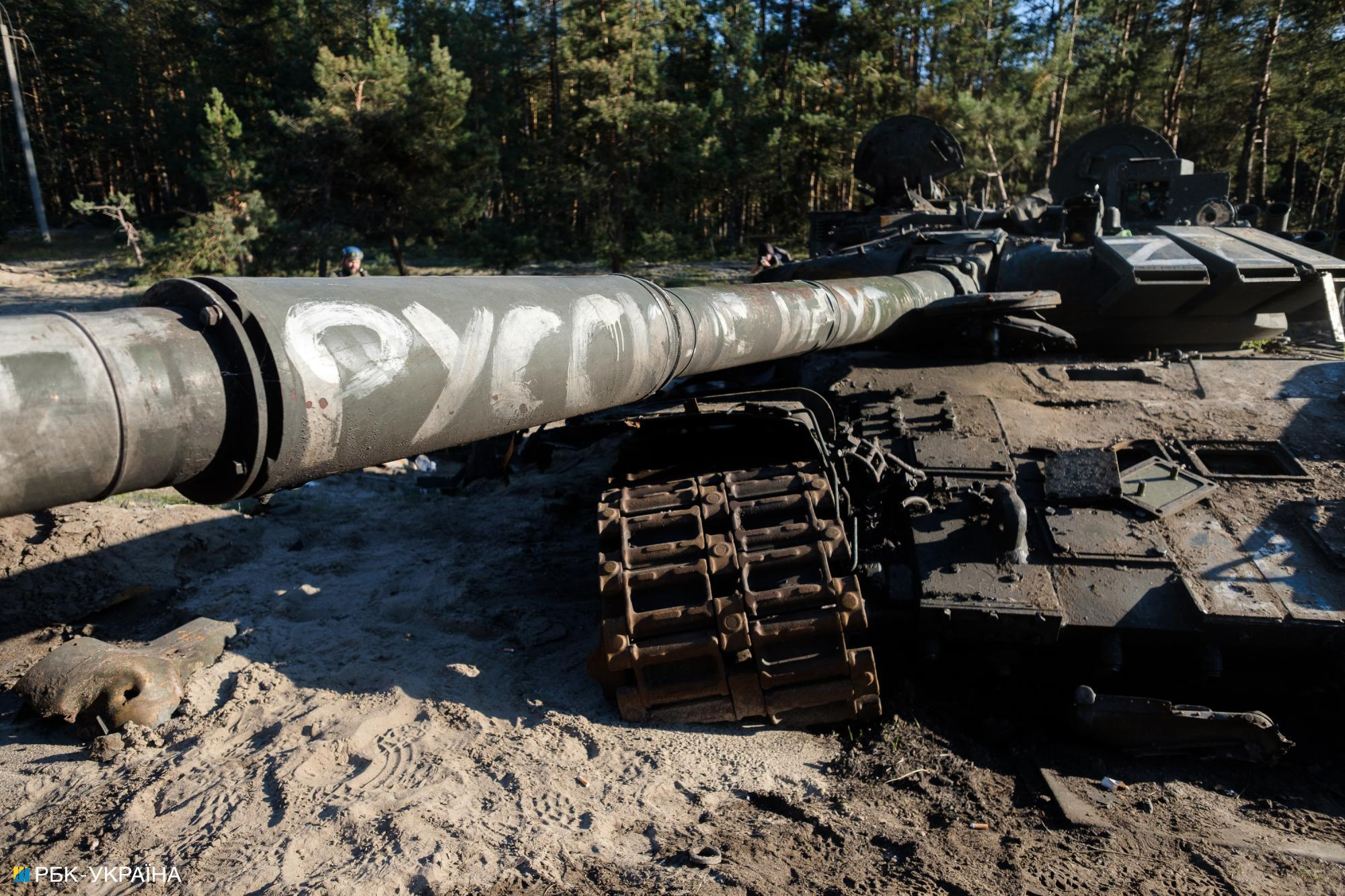
Tanque ruso con el eslogan de los nazis rusos «Que vienen los rusos» (Русские идут) tras la liberación de Kúpiansk de las tropas rusas.

Como justificación de la invasión, Vladímir Putin utilizó una representación de Ucrania como Estado neonazi, además de declarar el 15 de febrero que se estaba produciendo un «genocidio» en el Donbás. El 24 de febrero, en su discurso sobre el comienzo de la invasión de Ucrania, llamó a la «desnazificación» de Ucrania uno de los objetivos de la invasión, y el 25 de febrero, en una reunión del Consejo de Seguridad de Rusia, llamó a las autoridades ucranianas «una banda de drogadictos y neonazis». Estas acusaciones han sido ampliamente descartadas como infundadas.
Los principales estudiosos del mundo de la historia de la Segunda Guerra Mundial, el Holocausto, el genocidio y el nazismo publicaron una declaración en el The Jewish Journal of Greater Los Angeles señalando la incorrección de la retórica sobre el neonazismo y firmada por casi 150 historiadores. Las acciones de Putin en él se denominan «abuso cínico» del término «genocidio», la memoria de la Segunda Guerra Mundial y el Holocausto, diseñado para equiparar a Ucrania con el régimen nazi y justificar la agresión de Rusia en su contra. Como señala The Washington Post, «la retórica de la lucha contra el fascismo resuena profundamente en Rusia, ya que hizo enormes sacrificios en la lucha contra la Alemania nazi en la Segunda Guerra Mundial».
El texto del Jewish Journal dice que los autores no pretenden idealizar el estado y la sociedad ucranianos y notar ciertos elementos de xenofobia en ellos, como en cualquier estado, pero esto no justifica la agresión rusa contra Ucrania. NBC News señaló que aunque hay grupos neonazis separados en Ucrania como el Regimiento Azov, no hay un apoyo generalizado a la ideología de extrema derecha ni en el gobierno, ni en el ejército, ni en las elecciones: por ejemplo, durante las elecciones parlamentarias de 2019, los partidos nacionalistas de extrema derecha no lograron obtener escaños en la Rada Suprema, de 450 escaños.
Una crítica separada fue provocada por la intención de Vladímir Putin de «desnazificar» el país encabezado por el judío Volodímir Zelenski, cuyos familiares fueron víctimas del Holocausto. El politólogo Andreas Umland señala al respecto que «Zelenski, quien es un judío de habla rusa, ganó las últimas elecciones presidenciales por un amplio margen a su oponente, un ucraniano no-judío». El Museo Conmemorativo del Holocausto en Auschwitz emitió una fuerte protesta contra las acusaciones de neonazismo de Zelenski.